# Gačionys (rejon rakiszecki)
Gačionys (hist., pol. Gaczany) – wieś na Litwie położona w rejonie rakiszeckim okręgu poniewieskiego, 18 km na południe od Rakiszek.

## Historia

### Własność
Według wzmianki z 1596 roku Gaczany należały do majątku Jużynty. Według tradycji rodzinnej już od początku XVIII wieku należały do rodziny Rosenów herbu własnego (Poraj), spolonizowanych inflanckich baronów, wywodzących się z zakonu Kawalerów Mieczowych, którzy przybyli na Inflanty z Saksonii w XIII wieku. W 1870 roku była to własność Jana Rosena, w 1881 roku majątek należał do Justyna Rosena, syna Jana, na początku XX wieku właścicielem Gaczan, do 1940 roku, był Piotr (1865–1945), syn Justyna.
W 1900 roku majątek Rosenów liczył 517 dziesięcin ziemi (565 ha). Po rozparcelowaniu majątku przez władze litewskie w latach 20. XX wieku Rosenom pozostawiono 150 ha.
W 1940 roku Piotr Rosen wraz z synem Antonim (1920–2015) musieli opuścić Gaczany, rodzina została zesłana na Syberię, a majątek znacjonalizowano. W 1944 roku Antoni Rosen został aresztowany przez NKWD i zesłany do łagru. Udało mu się z niego wydostać i wrócić do Polski, zamieszkał w Warszawie, zachowując jednak również obywatelstwo litewskie. Tu w 1947 roku urodził się jego syn Piotr.
W latach 90. XX wieku Antoni i Piotr podjęli starania o reprywatyzację majątku, zakończone powodzeniem w 1999 roku. Rodzina odzyskała niszczejący dworek i 150 ha, w tym 53-hektarowe jezioro Gaczańskie (lit. Gačionių ežeras).

### Przynależność administracyjna
| rok  | liczba ludności |
| ---- | --------------- |
| 1796 | 27              |
| 1902 | 96              |
| 1923 | 48              |
| 1959 | 43              |
| 1970 | 28              |
| 1979 | 24              |
| 1985 | 23              |
| 1989 | 15              |
| 2001 | 12              |
| 2011 | 11              |

- W I Rzeczypospolitej – w województwie wileńskim Rzeczypospolitej[2];
- po III rozbiorze Polski (od 1795 roku) majątek należał do gminy i parafii Jużynty w powiecie nowoaleksandrowskim (ujeździe) guberni wileńskiej (w latach 1797–1801 guberni litewskiej) Imperium Rosyjskiego[4][5];
- od 1922 roku wieś należy do Litwy, która w okresie 1940–1990, jako Litewska Socjalistyczna Republika Radziecka, wchodziła w skład ZSRR,

## Dwór

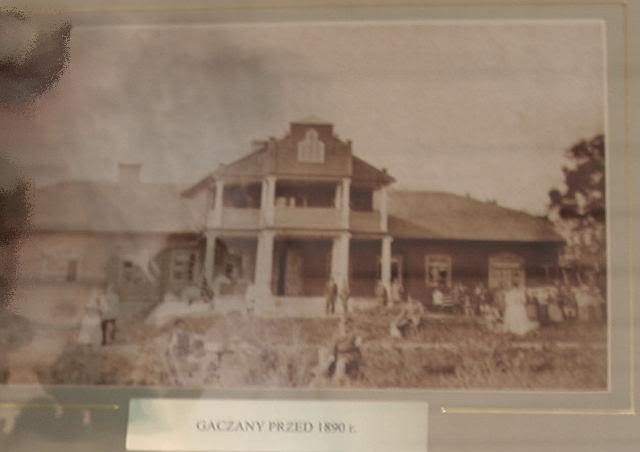
Dwór Gaczany przed przebudową, około 1890 roku

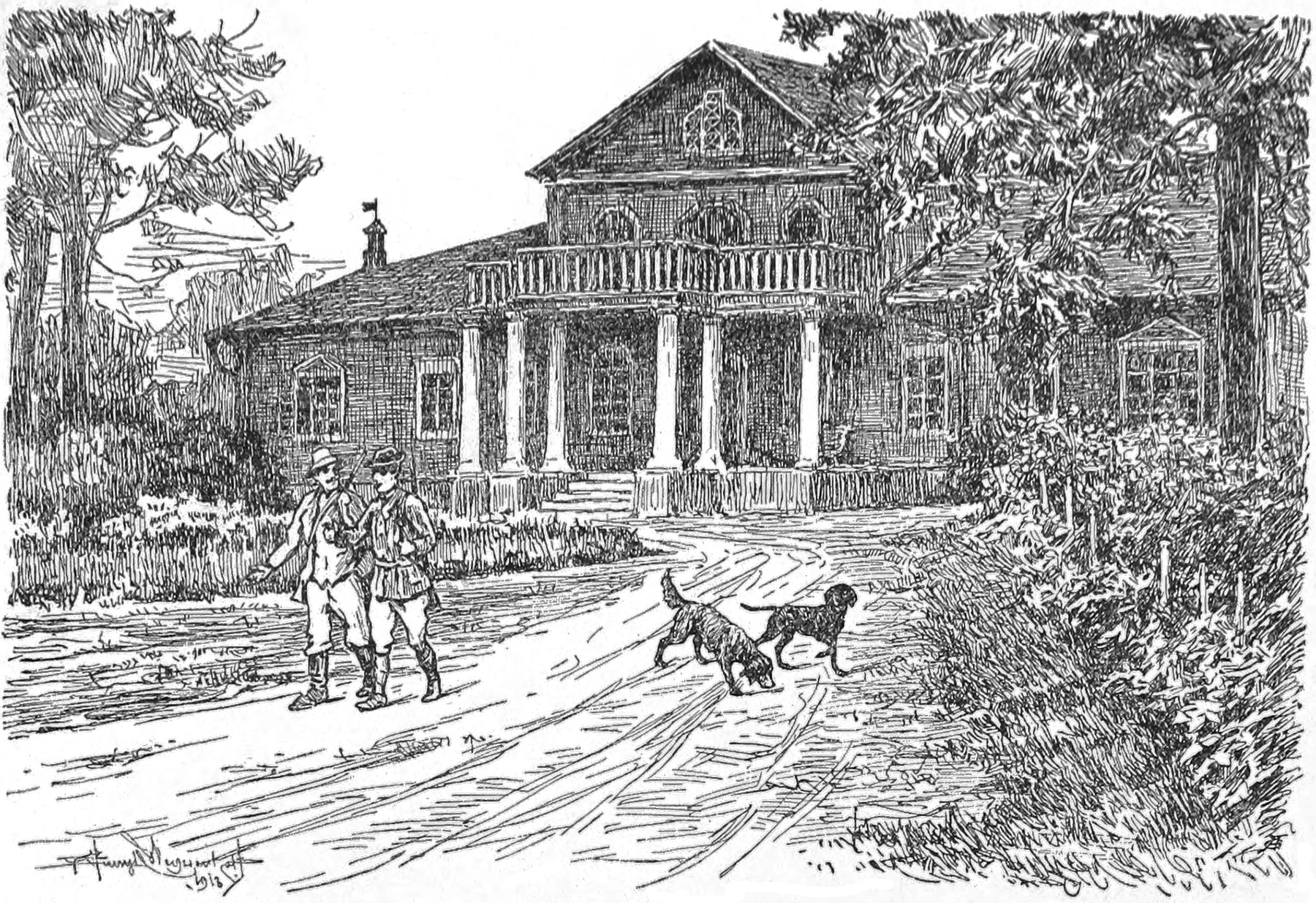
Dwór na ilustracji w wydaniu powieści Soból i panna z 1913 roku. Rys. Henryk Weyssenhoff

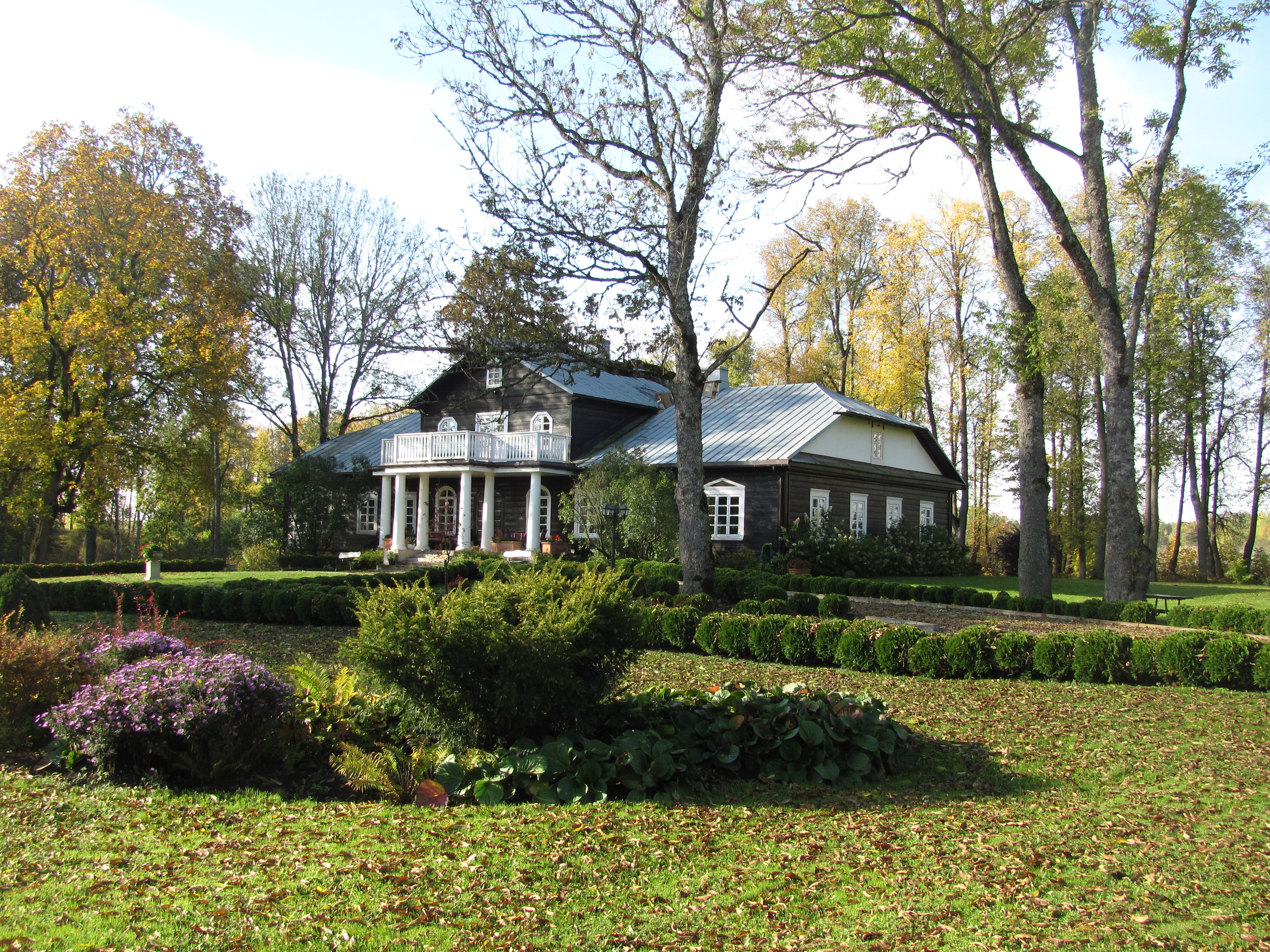
Stan współczesny, 2014

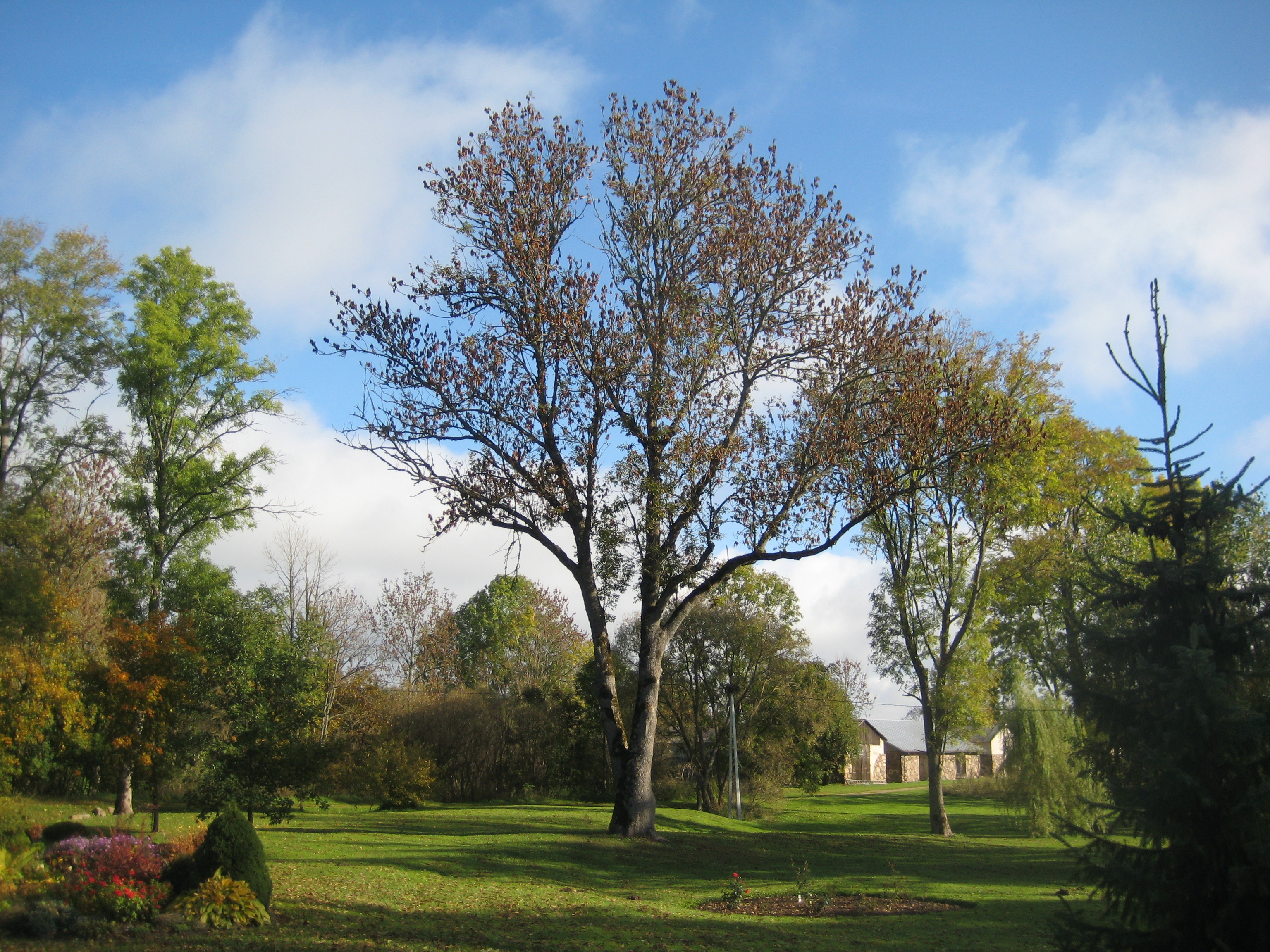
Park, 2014

W miejsce poprzedniego dworu, który stał nieopodal, inż. Jan Rosen wzniósł w 1858 roku (w 1870 roku) według własnego projektu nowy, modrzewiowy, późnoklasycystyczny dwór, który stoi do dziś. Jest to dom parterowy, na planie prostokąta, dziewięcioosiowy, z trzyosiową piętrową częścią centralną, poprzedzoną od strony podjazdu parterowym portykiem, którego sześć kolumn dźwiga obszerny balkon, otoczony drewnianą balustradą.
Od strony ogrodu przy środkowej części dworu jest wysoki taras pokryty falistym, blaszanym dachem, wspartym na ośmiu drewnianych filarach i otoczony drewnianą balustradą. Okna w elewacji ogrodowej oraz w obu czteroosiowych elewacjach bocznych są prostokątne z dość szerokimi, wydatnymi obramieniami, pomalowanymi na biało. Okna elewacji frontowej są zróżnicowane: najbardziej skrajne są większe, kwadratowe, ozdobione trójkątnymi naczółkami. Natomiast te, które są bliżej portyku, mają zamknięcia półkoliste. Pozostałe okna na parterze są takie same jak te w elewacji ogrodowej. Natomiast na piętrze okna po bokach portfenetru są zamknięte łamanymi łukami, a okienko nad nimi ma zwieńczenie trójkątne. Cały budynek pokrywa obecnie blaszany dach – dwuspadowy nad częścią piętrową i dwuspadowy z naczółkami nad parterowymi skrzydłami. W XIX wieku portyk wyglądał inaczej: posiadał dwie kondygnacje. Na parterze sześć doryckich kolumn dźwigało balkon otoczony tralkową balustradą, a na nim kolejne sześć doryckich kolumn, znacznie smuklejszych i nie tak wysokich jak na parterze, podpierało facjatę. W 1894 roku syn Jana Rosena, Justyn, dokonał pewnej przebudowy budynku dworskiego, a szczególnie portyku, na znany z dzisiejszego kształtu dworu.
Wnętrze dworu ma układ dwutraktowy. Naprzeciwko drzwi wejściowych znajduje się hol z marmurowym kominkiem, pełniący rolę „salonu wstępnego”. Po jego lewej stronie znajdują się schody prowadzące na piętro, po prawej – w trakcie frontowym – duży salon, a równolegle do niego w trakcie ogrodowym – duża jadalnia z kuchennym piecem. Te dwa pomieszczenia zajmują całe prawe skrzydło dworu. Obok jadalni jest pokój biblioteczny, z którego jest wyjście na taras ogrodowy. Parter części środkowej i prawe skrzydło stanowią część reprezentacyjną dworu, z charakterystycznymi kasetonowi sufitami i podłogami z dębowych paneli ułożonych w kwadraty. W lewym skrzydle i na piętrze części środkowej znajdują się pokoje mieszkalne i gościnne.
Na początku XX wieku, kiedy właścicielem Gaczan był Piotr Rosen, syn Justyna, częstym jego gościem był Józef Weyssenhoff, który tu częściowo napisał powieść „Puszcza”, a w powieści „Soból i panna” sportretował Piotra Rosena w postaci Stanisława Pucewicza.
W czasach radzieckich we dworze działała administracja kołchozu, biblioteka, dom kultury, mieszkania rodzin pracowników kołchozu i magazyny. W jednym z pokoi – nawet kurnik. W 1970 roku umieszczono jeszcze w nim sklep. Dwór został zdewastowany.
Park w Gaczanach zajmował początkowo 4 hektary, miał charakter regularny, staropolski. Przeważały aleje wysadzane 300-letnimi lipami.
W 2006 roku dwór i park odzyskały dawny blask. Zachowała się zewnętrzna konstrukcja, położono nowy, blaszany dach, wzmocniono fundamenty, rozebrano wewnętrzne przepierzenia, doprowadzając układ wnętrza do stanu sprzed II wojny światowej. We dworze, otoczonym ponownie pięknym parkiem, urządzono pensjonat z pokojami dla 16 osób. Właściciel reklamuje go jako „Dwór polski na Litwie”. Goście mają do dyspozycji siedem sypialni z łazienkami, dwa salony, bogatą kuchnię, bibliotekę z książkami w języku polskim, litewskim, francuskim i włoskim, pięknie utrzymany 6-hektarowy park i 53-hektarowe jezioro.
Od 1992 roku dwór jest w rejestrze zabytków Litwy.
Majątek Gaczany został opisany w 4. tomie Dziejów rezydencji na dawnych kresach Rzeczypospolitej Romana Aftanazego.